# Аспер, Ганс
Ганс Аспер (нем. Hans Asper; 1499[…], Цюрих — 21 марта 1571[…], Цюрих) — швейцарский художник, представитель позднеготического направления в искусстве.

## Жизнь и творчество
Г. Аспер родился в семье члена городского совета Цюриха. В 1526 году он женился на дочери Людвига Нёгги, члена Большого совета города. Сын Аспера, Ганс Рудольф Аспер, был также известным художником. Внук, Ганс Конрад Аспер — крупный архитектор, работавший в Вене и Мюнхене. С 1545 года Г. Аспер — член Большого совета Цюриха. Несмотря на официальный статус первого городского художника, живопись не обеспечивала семье художника достаточного дохода. С 1567 «за заслуги» Асперу цюрихским советом была назначена пенсия. Умер художник в бедности.
Г.Аспер в начале своей творческой деятельности находился под влиянием Ганса Лея, одного из учеников Альбрехта Дюрера. Аспер был первым цюрихским художником, посвятившим себя - под влиянием Реформации, отвергавшей алтарную живопись - мирскому искусству. Основным его жанром была портретная живопись. К настоящему времени сохранилось около 30 картин работы этого художника, и почти все они хранятся в швейцарских музеях (написаны между 1531 и 1564 годами). Преимущественно это портреты членов городского магистрата и деятели Реформации из окружения Ульриха Цвингли, сделанные строгими, чёткими линиями и контрастными красками. Два сохранившихся натюрморта работы Аспера являются едва ли не первыми произведениями этого жанра.
Г. Аспер расписывал также фасады домов, писал гербы и украшал флаги. В 1538—1539 годах он позолотил циферблат курантов цюрихской церкви Св. Петра.

## Галерея

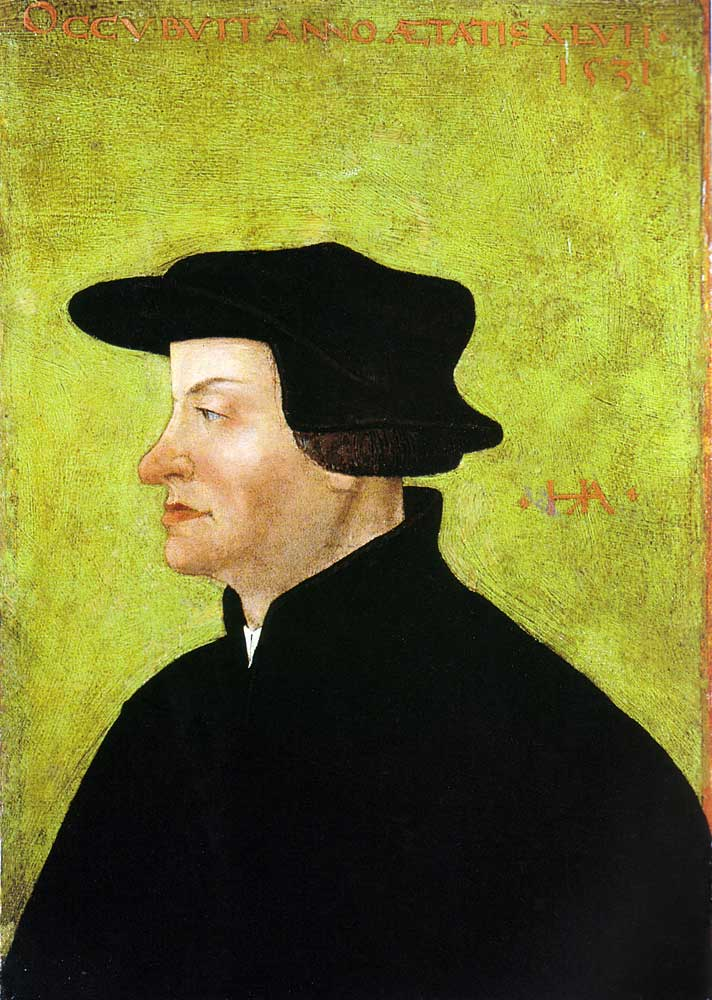
Ульрих Цвингли (ок. 1531)
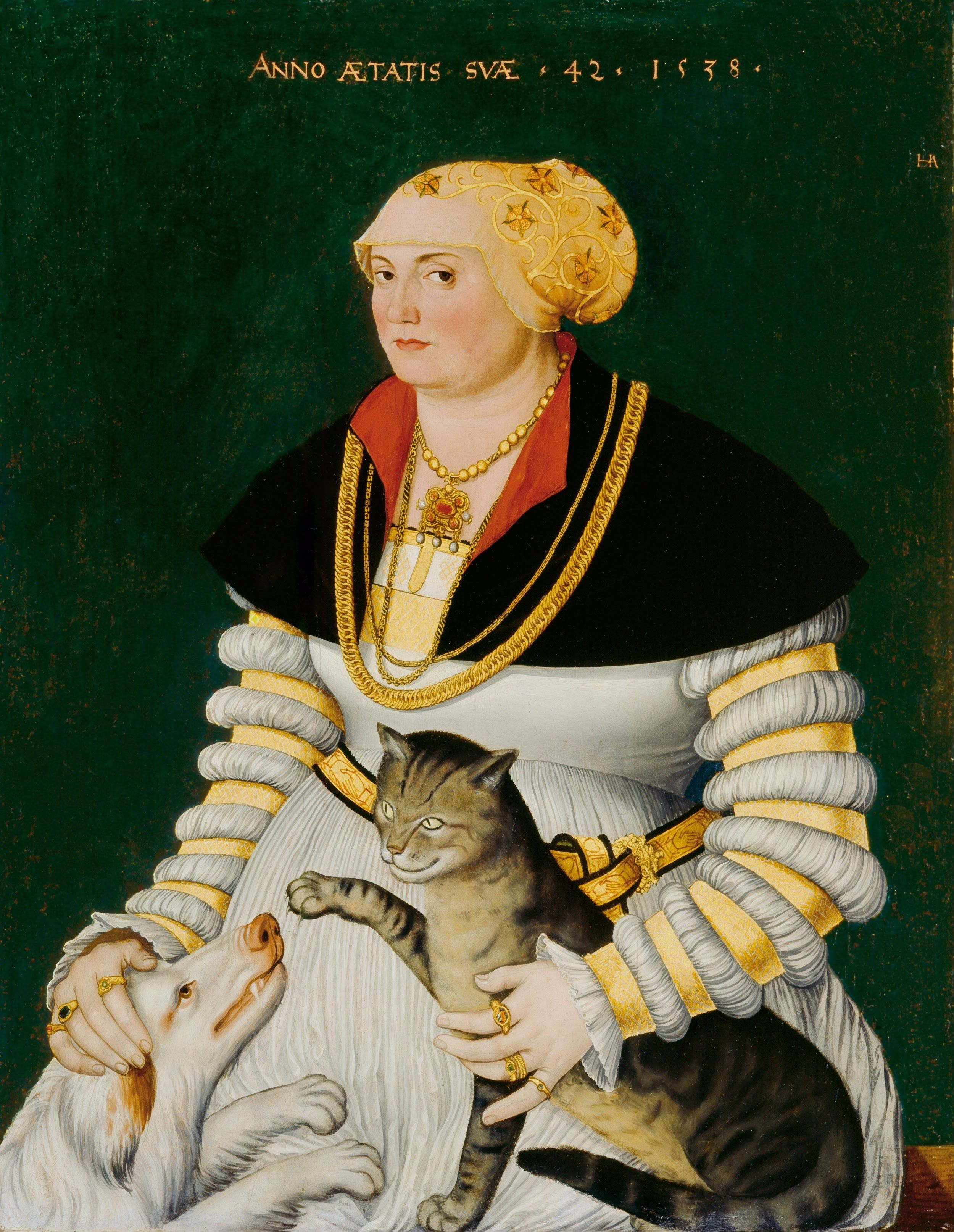
Клеопея Хольцхальб (1538)
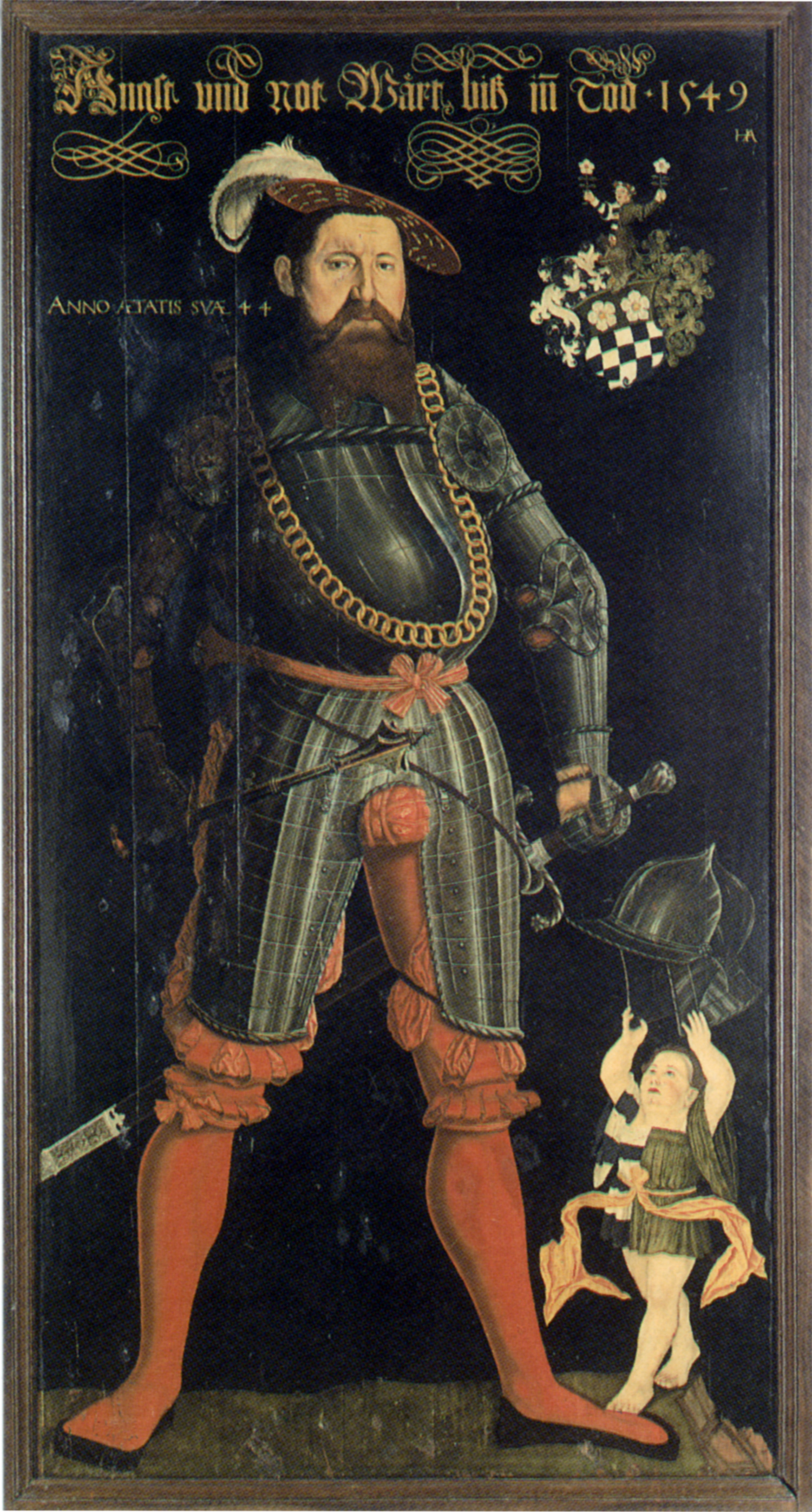
Вильгельм Фрёлих (1549)
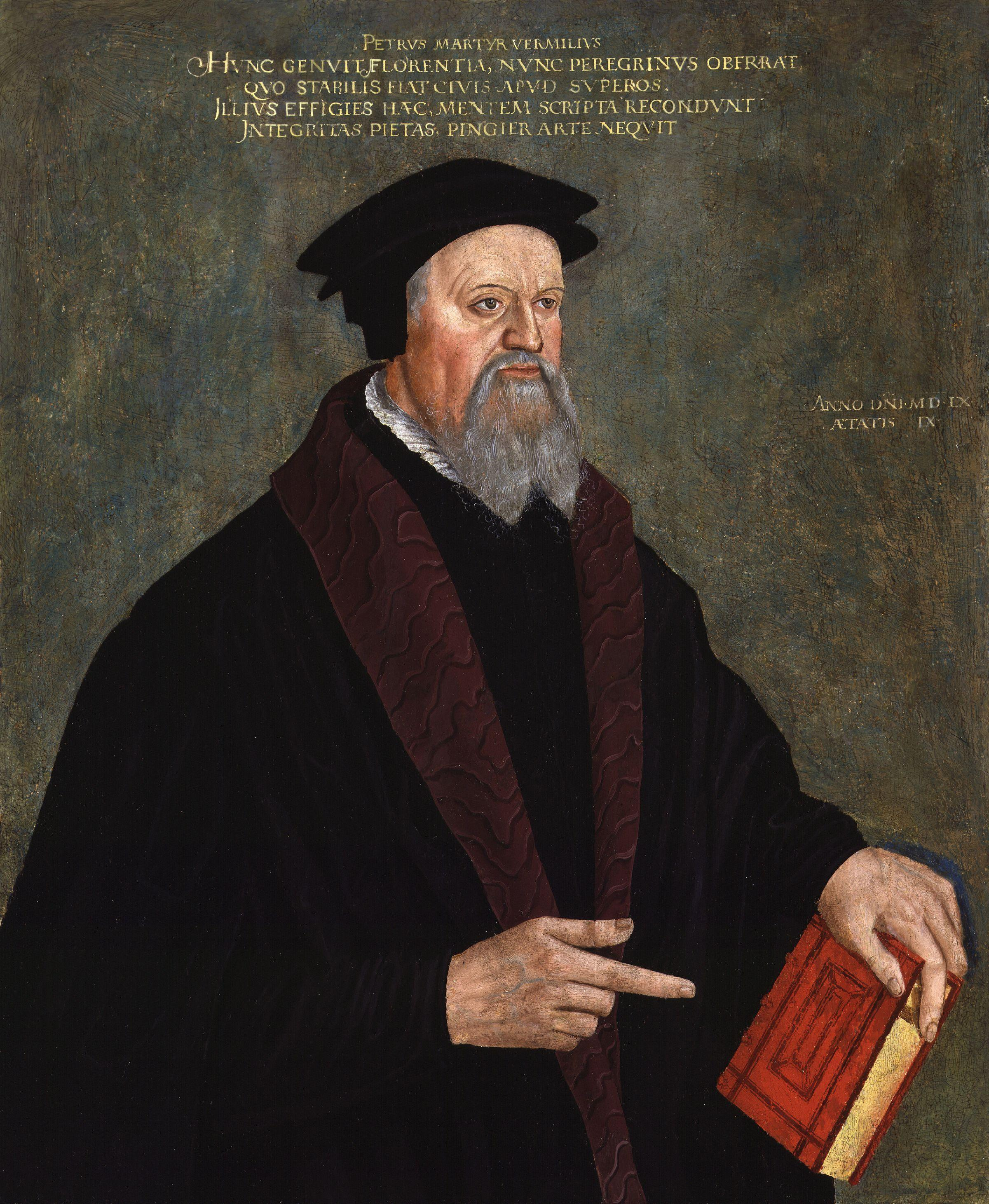
Пётр Мартир Вермильи (1560)
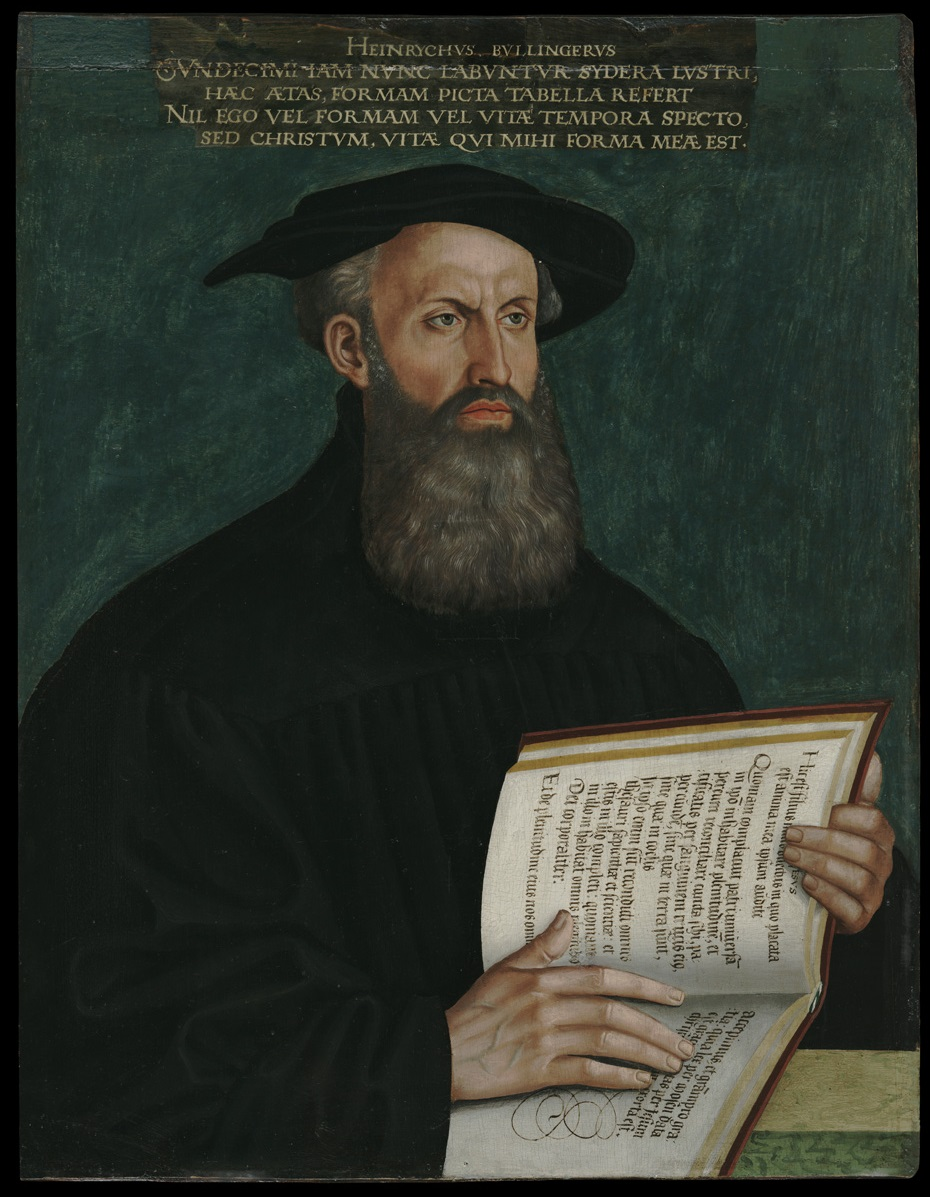
Генрих Буллингер